# 福頼氏
福頼氏（ふくよりし）は、伯耆国の国人で、室町時代から安土桃山時代、西伯耆を中心に勢力を誇った。現在も鳥取県西部から島根県東部に地名や、姓が残る。

## 経歴
伯耆国汗入郡宇多河荘（現在の米子市淀江町福頼付近）を本拠とすると推定される一族で、室町時代には、守護山名氏の被官として、東伯耆の小鴨氏らと並ぶ勢力を有していた。戦国時代に入ると多くの伯耆衆と同様、伯耆に侵攻してきた尼子氏に本拠を追われるが、毛利氏の後ろ盾を得て奪回する。その後も毛利氏の傘下となり、安土桃山時代まで名前が見える。

### 室町時代
1422年（応永29年）、守護山名氏之の被官として福頼上野守沙弥の名が見えるのが所見である。『大舘常興書札抄』では、伯耆衆の中でも福願（頼）氏や小鴨氏ら6氏を、その他多数の国人より高い称号で扱うよう記している。

### 戦国時代
16世紀前葉の尼子経久の伯耆侵攻（大永の五月崩れ）に際して、福頼元秀が応戦するが、南条氏、小鴨氏ら他の国人と同じく本拠地を追われる。永禄年間にはじまる毛利氏の伯耆侵攻にあたっては、行松氏や日野氏らと同様、毛利氏と結び奪回したと見られる。16世紀半ば過ぎには、元秀が尼子軍の攻撃から米子城を守ったとされ、1580年（天正8年）には、吉川元春から東伯耆1400石を与えられる。

### 安土桃山時代
1585年（天正13年）、毛利氏が四国攻めに出陣している隙を突いて、南条元続が元秀の香原山城を攻め落とす。吉川元春は弟元康に命じ、元秀とともに香原山城を奪回したという。戦後、毛利輝元は福頼氏の功績を称える書状を送っている。